# 似地形表面
似地表面 是一假想平面，地表上所有點的實際重力位能，
在 參考橢球 所形成的正常重力場中位能相同的點，
所構成的平面即為似地表面。